# Теуво Терявяйнен
Теуво Хенрі Матіас Терявяйнен (фін. Teuvo Henri Matias Teräväinen; 11 вересня 1994, м. Гельсінкі, Фінляндія) — фінський хокеїст, центральний нападник. Виступає за «Чикаго Блекгокс» у Національній хокейній лізі.
Вихованець хокейної школи «Койоотіт». Виступав за «Йокеріт» (Гельсінкі), «Чикаго Блекгокс», «Рокфорд АйсГогс» (АХЛ).
В чемпіонатах НХЛ — 37 матчів (4+5), у турнірах Кубка Стенлі — 13 матчів (3+5).
У складі національної збірної Фінляндії учасник EHT 2015 (3 матчі, 0+1). У складі молодіжної збірної Фінляндії учасник чемпіонатів світу 2013 і 2014. У складі юніорської збірної Фінляндії учасник чемпіонатів світу 2011 і 2012.
Досягнення
- Володар Кубка Стенлі (2015)
- Переможець молодіжного чемпіонату світу (2014)
- Бронзовий призер чемпіонату Фінляндії (2012)

Нагороди
- Найкращий бомбардир молодіжного чемпіонату світу (2014) — 15 очок.